# Mathias Autret
Pour les articles homonymes, voir Autret.
Mathias Autret, né le 1er mars 1991 à Morlaix en France, est un footballeur français qui évolue au poste de milieu offensif à SP Milizac.

## Biographie

### Stade brestois (2007-2010)
Après avoir été formé à l'ES Saint-Thégonnec puis au Morlaix FC, Mathias Autret arrive au Stade brestois 29 en 2007, à 16 ans. Quelques années plus tard, alors qu'il est toujours sous contrat amateur, il dispute son premier match en Ligue 2 le 14 janvier 2010 face au Havre (2-1). Le 1er février 2010, il signe un doublé face à l'AC Arles-Avignon et contribue ainsi à la victoire (3-1) de son club.
Ses performances lui valent d'être sélectionné le 31 mars 2010 en équipe de France U19 pour affronter le Danemark en match amical. Sélectionné pour l'Euro U19 en Normandie, il doit déclarer forfait en raison de problèmes aux abdominaux et ne peut prendre part au sacre de sa génération.

### FC Lorient (2010-2015)
Le 15 mai 2010, alors que le Stade brestois se trouve dans l'impossibilité de proposer au joueur un contrat professionnel avant plusieurs mois en raison de l'absence de centre de formation, il s'engage avec le FC Lorient pour quatre ans à la surprise des dirigeants et supporters brestois,.
En début de saison 2011-2012, il joue sur le côté gauche lorientais en lieu et place de Sigamary Diarra, blessé.

### Prêt au Stade Malherbe Caen (2013-2014)
Le 26 juin 2013, il est prêté au SM Caen pour un an. Il réalise une assez bonne saison puisqu'il inscrit six buts en 35 matchs, dont un doublé lors de la 14e journée. Il perd toutefois sa place de titulaire en fin de saison à la suite de l'éclosion de Lenny Nangis.

### RC Lens (2015-2017)
Le 28 juillet 2015, il signe un contrat de deux ans avec le Racing Club de Lens, devenant ainsi la huitième recrue qui rejoint le groupe d'Antoine Kombouaré pour la saison 2015-2016,. Il inscrit son premier but pour son nouveau club lors du retour de Lens au Stade Bollaert-Delelis après sa rénovation en égalisant face au Red Star (1-1).
En avril 2016, il fait partie d'une liste de 58 joueurs sélectionnables en équipe de Bretagne, dévoilée par Raymond Domenech qui en est le nouveau sélectionneur.
Lors de l'édition 2016-2017 de la Ligue 2 il marque son premier but de la saison contre Clermont Foot. Le 7 juin 2017, il annonce qu'il ne prolongera pas son passage dans l'Artois et se retrouve libre de tout contrat.

### Retour à Brest (2017-2020)

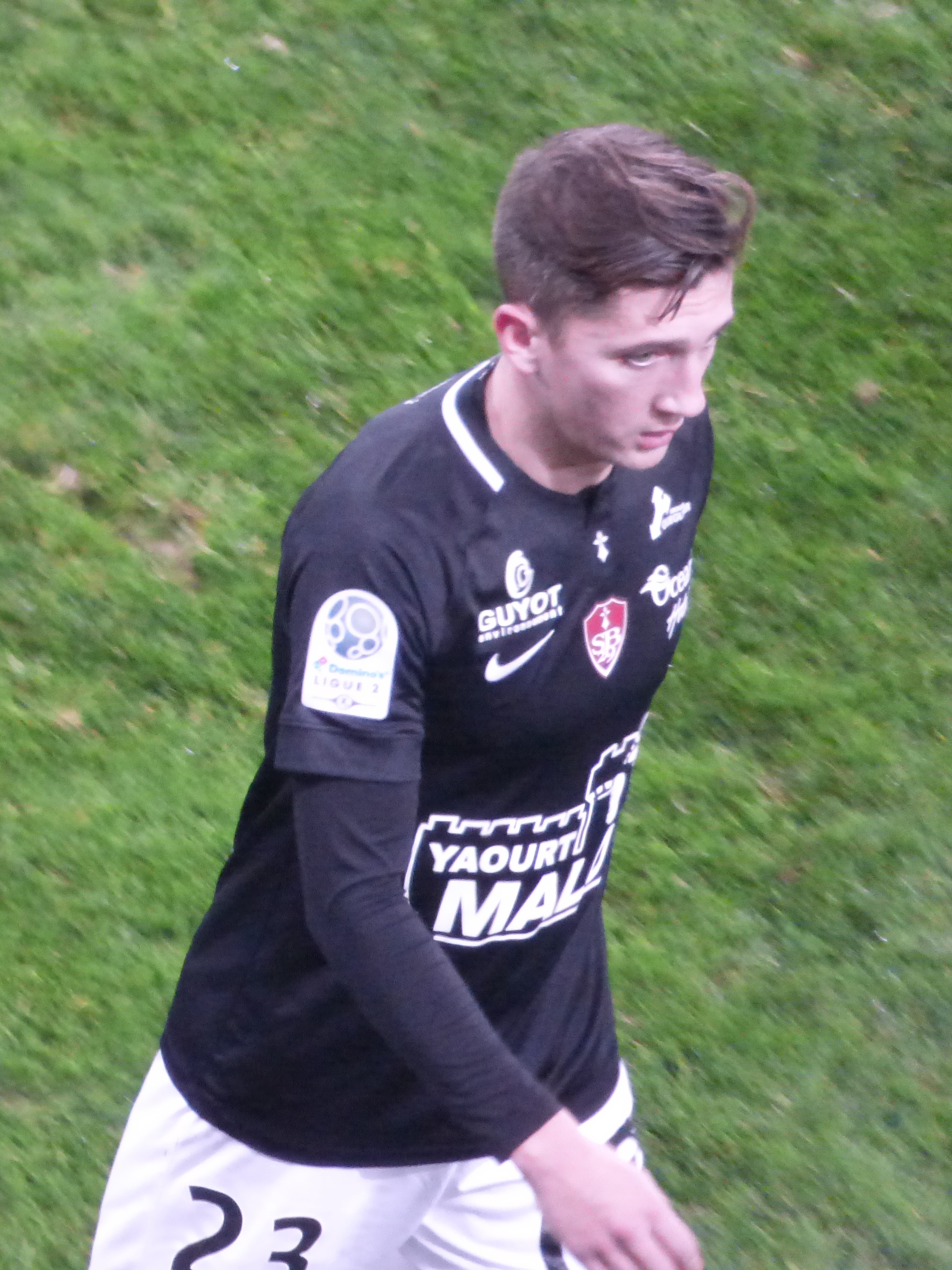
Mathias Autret avec le Stade brestois 29 en 2018.

Il effectue son retour en Bretagne le jour de l'ouverture du mercato estival, le 9 juin 2017, en paraphant un contrat de 2 ans, plus une année en option, en faveur du Stade brestois.
Il sera ainsi reconduit automatiquement à la suite de l’accession du Stade Brestois 29 en ligue 1 en juin 2019. Accession dont il a été un grand artisan. À l'issue de la saison 2019-2020, son contrat n'est pas renouvelé.

### AJ Auxerre (2020-2023)
Le 29 juin 2020, il signe un contrat de 3 ans, en faveur de l'AJ Auxerre, où il retrouve l'ancien entraîneur de Brest Jean-Marc Furlan. Il dispute 36 matchs et marque 6 buts lors de la saison 2020-2021, au bout de laquelle l'AJ Auxerre se classe sixième de Ligue 2. La saison suivante, le club est promu en Ligue 1.

### SM Caen (2023-2025)

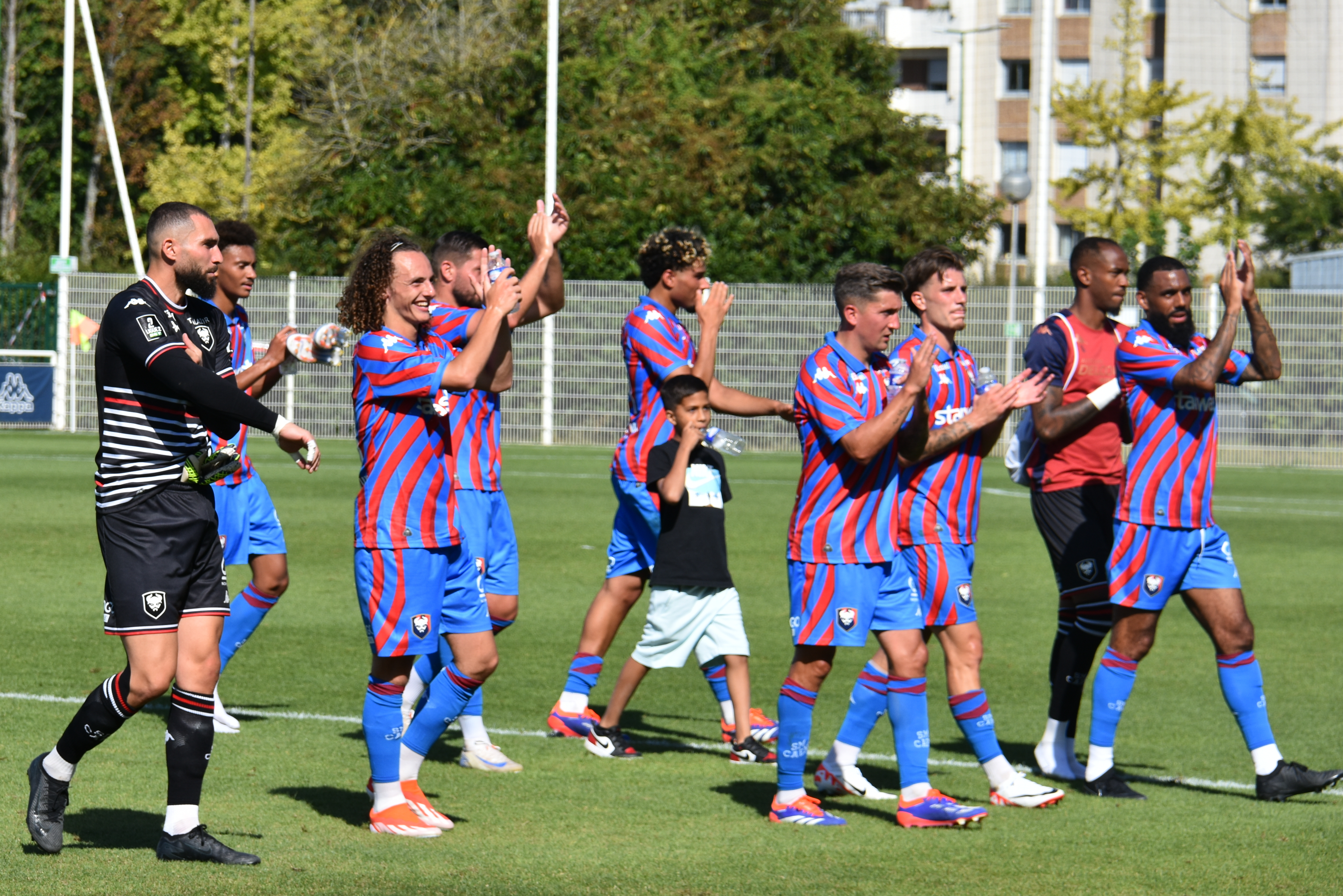
Autret avec ses coéquipiers caennais en 2024.

Le 21 juillet 2023, il signe un contrat de deux ans (plus un en option), en faveur du Stade Malherbe Caen dont Jean-Marc Furlan est devenu l'entraineur.
Mathias Autret est le beau-frère du footballeur Valentin Henry, son coéquipier à Brest puis à Caen.

### Parcours en sélection
Mathias Autret est un ex-international espoir français, ayant joué pour la équipe de France des moins de 19 ans durant l'année 2010 pour un total de 1 match joué.

## Statistiques
| Saison                | Club                  | Championnat           | Championnat | Championnat | Championnat | Coupe nationale | Coupe nationale | Coupe nationale | Coupe de la Ligue | Coupe de la Ligue | Coupe de la Ligue | Autres compétitions | Autres compétitions | Autres compétitions | Autres compétitions | Total | Total | Total |
| Saison                | Club                  | Division              | M.          | B.          | P.d.        | M.              | B.              | P.d.            | M.                | B.                | P.d.              | Comp.               | M.                  | B.                  | P.d.                | M.    | B.    | P.d.  |
| 2009-2010             | Stade brestois 29     | Ligue 2               | 12          | 3           | 1           | 4               | 1               | 0               | -                 | -                 | -                 | -                   | -                   | -                   | -                   | 16    | 4     | 1     |
| 2010-2011             | FC Lorient            | Ligue 1               | 7           | 0           | 1           | 2               | 1               | 0               | -                 | -                 | -                 | -                   | -                   | -                   | -                   | 9     | 1     | 1     |
| 2011-2012             | FC Lorient            | Ligue 1               | 27          | 2           | 0           | -               | -               | -               | 3                 | 0                 | 0                 | -                   | -                   | -                   | -                   | 30    | 2     | 0     |
| 2012-2013             | FC Lorient            | Ligue 1               | 19          | 0           | 2           | 3               | 1               | 1               | 1                 | 0                 | 0                 | -                   | -                   | -                   | -                   | 23    | 1     | 3     |
| 2014-2015             | FC Lorient            | Ligue 1               | 7           | 1           | 1           | 1               | 0               | 0               | 1                 | 0                 | 0                 | -                   | -                   | -                   | -                   | 9     | 1     | 1     |
| Sous-total            | Sous-total            | Sous-total            | 60          | 3           | 4           | 6               | 2               | 1               | 5                 | 0                 | 0                 | -                   | -                   | -                   | -                   | 71    | 5     | 5     |
| 2013-2014             | SM Caen (prêt)        | Ligue 2               | 30          | 5           | 3           | 3               | 1               | 0               | 2                 | 0                 | 0                 | -                   | -                   | -                   | -                   | 35    | 6     | 3     |
| 2015-2016             | RC Lens               | Ligue 2               | 38          | 5           | 3           | 1               | 0               | 0               | 1                 | 0                 | 0                 | -                   | -                   | -                   | -                   | 40    | 5     | 3     |
| 2016-2017             | RC Lens               | Ligue 2               | 32          | 2           | 1           | 3               | 0               | 0               | 2                 | 0                 | 0                 | -                   | -                   | -                   | -                   | 37    | 2     | 1     |
| Sous-total            | Sous-total            | Sous-total            | 70          | 7           | 4           | 4               | 0               | 0               | 3                 | 0                 | 0                 | -                   | -                   | -                   | -                   | 77    | 7     | 4     |
| 2017-2018             | Stade brestois 29     | Ligue 2               | 33          | 3           | 5           | 2               | 1               | 0               | 1                 | 0                 | 0                 | BR                  | 1                   | 0                   | 0                   | 37    | 4     | 5     |
| 2018-2019             | Stade brestois 29     | Ligue 2               | 36          | 9           | 8           | 1               | 0               | 1               | 2                 | 2                 | 2                 | -                   | -                   | -                   | -                   | 39    | 11    | 11    |
| 2019-2020             | Stade brestois 29     | Ligue 1               | 23          | 2           | 3           | 1               | 0               | 0               | 2                 | 0                 | 1                 | -                   | -                   | -                   | -                   | 26    | 2     | 4     |
| Sous-total            | Sous-total            | Sous-total            | 92          | 14          | 16          | 4               | 1               | 1               | 5                 | 2                 | 3                 | -                   | 1                   | 0                   | 0                   | 102   | 17    | 20    |
| 2020-2021             | AJ Auxerre            | Ligue 2               | 34          | 6           | 13          | 2               | 0               | 0               | -                 | -                 | -                 | -                   | -                   | -                   | -                   | 36    | 6     | 13    |
| 2021-2022             | AJ Auxerre            | Ligue 2               | 34          | 6           | 5           | 2               | 0               | 0               | -                 | -                 | -                 | BR                  | 3                   | 0                   | 1                   | 39    | 6     | 6     |
| 2022-2023             | AJ Auxerre            | Ligue 1               | 23          | 2           | 2           | 2               | 0               | 1               | -                 | -                 | -                 | -                   | -                   | -                   | -                   | 25    | 2     | 3     |
| Sous-total            | Sous-total            | Sous-total            | 91          | 14          | 20          | 6               | 0               | 1               | -                 | -                 | -                 | -                   | 3                   | 0                   | 1                   | 100   | 14    | 22    |
| 2023-2024             | SM Caen               | Ligue 2               | 32          | 1           | 6           | 3               | 0               | 2               | -                 | -                 | -                 | -                   | -                   | -                   | -                   | 35    | 1     | 8     |
| 2024-2025             | SM Caen               | Ligue 2               | 12          | 0           | 0           | 3               | 1               | 0               | -                 | -                 | -                 | -                   | -                   | -                   | -                   | 15    | 1     | 0     |
| Sous-total            | Sous-total            | Sous-total            | 44          | 1           | 6           | 6               | 1               | 2               | -                 | -                 | -                 | -                   | -                   | -                   | -                   | 50    | 2     | 8     |
| 2025-2026             | SP Milizac            | National 3            | -           | -           | -           | -               | -               | -               | -                 | -                 | -                 | -                   | -                   | -                   | -                   | 0     | 0     | 0     |
| Total sur la carrière | Total sur la carrière | Total sur la carrière | 399         | 47          | 54          | 33              | 6               | 5               | 15                | 2                 | 3                 | -                   | 4                   | 0                   | 1                   | 451   | 55    | 63    |

## Palmarès
- Stade brestois 29
  - Vice-Champion de Ligue 2 en 2019